# Dexiarquis
Els dexiarquis (Dexiarchia) són un clade de gastròpodes nudibranquis del clade Nudipleura.
Aquesta classificació està basada en l'estudi de Schrödl et al., publicat el 2001.

## Taxonomia

### CladePseudoeuctenidiacea(= Doridoxida)
- Superfamília Doridoxoidea
  - Família Doridoxidae

### CladeCladobranchia(= Cladohepatica)
Conté els subclades Euarminida, Dendronotida i Aeolidida
- No assignat a una superfamília
  - Família Charcotiidae
  - Família Dironidae
  - Família Dotidae
  - Família Embletoniidae
  - Família Goniaeolididae
  - Família Heroidae
  - Família Madrellidae
  - Família Pinufiidae
  - Família Proctonotidae

#### Subclade Euarminida
- Superfamília Arminoidea
  - Família Arminidae
  - Família Doridomorphidae

#### Subclade Dendronotida
- Superfamília Tritonioidea
  - Família Tritoniidae
  - Família Aranucidae
  - Família Bornellidae
  - Família Dendronotidae
  - Família Hancockiidae
  - Família Lomanotidae
  - Família Phylliroidae
  - Família Scyllaeidae
  - Família Tethydidae

#### Subclade Aeolidida
- Superfamília Flabellinoidea (= Pleuroprocta)
  - Família Flabellinidae
  - Família Notaeolidiidae
- Superfamília Fionoidea
  - Família Fionidae
  - Família Calmidae
  - Família Eubranchidae
  - Família Pseudovermidae
  - Família Tergipedidae
- Superfamília Aeolidioidea
  - Família Aeolidiidae
  - Família Facelinidae
  - Família Glaucidae
  - Família Piseinotecidae